# スミス・ストリート-9丁目駅
スミス・ストリート-9丁目駅（スミス・ストリート-9ちょうめえき、英: Smith–Ninth Streets）はブルックリン区ゴワナスのスミス・ストリート-9丁目交差点にあるニューヨーク市地下鉄INDカルバー線の駅である。ゴワナス運河に架かる高架橋上に設けられており、終日F系統およびG系統が停車する。
なお、英語駅名は"Smith–Ninth Streets"（スミス-ナインス・ストリーツ）であり、これは"Smith Street - Ninth Street"の省略記法である。旅行ガイドなどではスミス9丁目駅と紹介されることもあるが、「スミス9丁目」という地名があるのではなく、上述のとおり「スミス・ストリート-9丁目交差点」の意味である。

## 歴史
当駅はINDカルバー線がバーゲン・ストリート駅からチャーチ・アベニュー駅まで延伸した1933年10月7日に開業した。
2007年にメトロポリタン・トランスポーテーション・オーソリティ（MTA）はカルバー高架橋の改修工事を3年かけて行い、その間27ヶ月にわたって当駅を全面/部分休止すると発表した。2011年1月18日にはカルバー高架橋の第2期改修工事が始まり、マンハッタン方面ホームが閉鎖された。このため、北行きの列車は急行線を通ることになり、緩行線の上に仮設ホームが作られた。この仮設ホームは長さが短かったためG系統しか停車できず、F系統は同じ線路を走りながら通過することになった。2011年6月20日には駅自体の改築工事のため全面営業休止となり、2013年4月26日に営業を再開した。多少の追加工事が行われたが、駅の営業には支障がなかった。周辺住民は改築に合わせてエレベーターの設置を要望したが、MTAはエレベーターの設置は費用がかかり過ぎるため禁じられているとして設置しなかった。
2009年7月5日にカルバー高架橋の修繕工事のためG系統がチャーチ・アベニュー駅に区間延長されるまではG系統の南端駅だった。MTAは2012年7月19日にはこの区間延長を恒久化すると発表した。

## 駅構造
| 4F | 相対式ホーム、右側ドアが開く | 相対式ホーム、右側ドアが開く                                                                             |
| 4F | 北行緩行線                   | ← ジャマイカ-179丁目駅行き（キャロル・ストリート駅） ← コート・スクエア駅行き（キャロル・ストリート駅）  |
| 4F | 北行急行線                   | ← 通過                                                                                                   |
| 4F | 南行急行線                   | → 通過 →                                                                                                 |
| 4F | 南行緩行線                   | → コニー・アイランド-スティルウェル・アベニュー駅行き（4番街駅）→ チャーチ・アベニュー駅行き（4番街駅）→ |
| 4F | 相対式ホーム、右側ドアが開く | |
| 3F | -                            | ホーム間連絡通路                                                                                         |
| 2F | -                            | エスカレーター乗継階                                                                                     |
| 1F | 改札階                       | 改札、駅員詰所、メトロカード自動券売機                                                                   |
| G  | 地上階                       | 出入口                                                                                                   |

相対式ホーム2面4線の急行通過駅としては典型的な構造だが、地上26.7メートル（87.5フィート）の高架上にあり、世界一高所にある地下鉄駅である（ただし海抜高度では世界一ではない）。このような高さに設けられているのは、ゴワナス運河を通る船舶の最大高を定めた航行規則（既に廃止されている）に従ったためである。ゴワナス運河に架かる高架橋は4本の主塔からケーブルでまっすぐ立ち上げられている。駅の西側（路線図上は北）でINDカルバー線は北にカーブしてキャロル・ストリート駅へのトンネルに入っていく。当駅と南隣の4番街駅はインディペンデント・サブウェイ・システムが建設した高架駅のうち最後まで残ったもので、他の駅は地下化されたり元の地権者に引き渡されたりして残っていない。
駅と高架構造はすべてコンクリート製である。ホームの壁には緑色の地に白字のサンセリフ体で“Smith–9th St”とレタリングしたモザイクの駅名標が取り付けられていたが、改築工事の際にラミネート加工したレプリカに交換された。屋根の精密点検により、過去に窓が設けられていたことが分かった。これは長年に渡り覆われていたが、安全を確認した上で開放された。駅舎は9丁目北側沿いのスミス・ストリートとゴワナス運河の間の地上にあり、自動改札機とトークン・ブース、2階に上がる3本の長いエスカレーターと1本の階段が設けられている。さらに3本の長いエスカレーターまたは1本の階段で3階のホーム間連絡通路に上がり、そこから階段で各ホームの西端に上がることができる。

### 出入口
駅エントランスは9丁目に面したスミス・ストリート東側に1か所ある。

## 画像

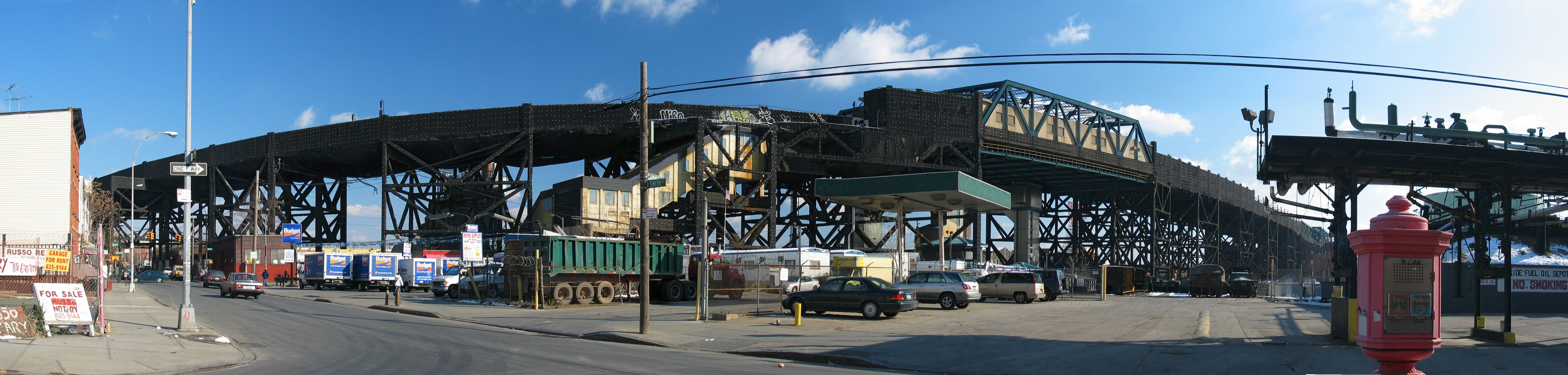
レッド・フック側から眺めた駅

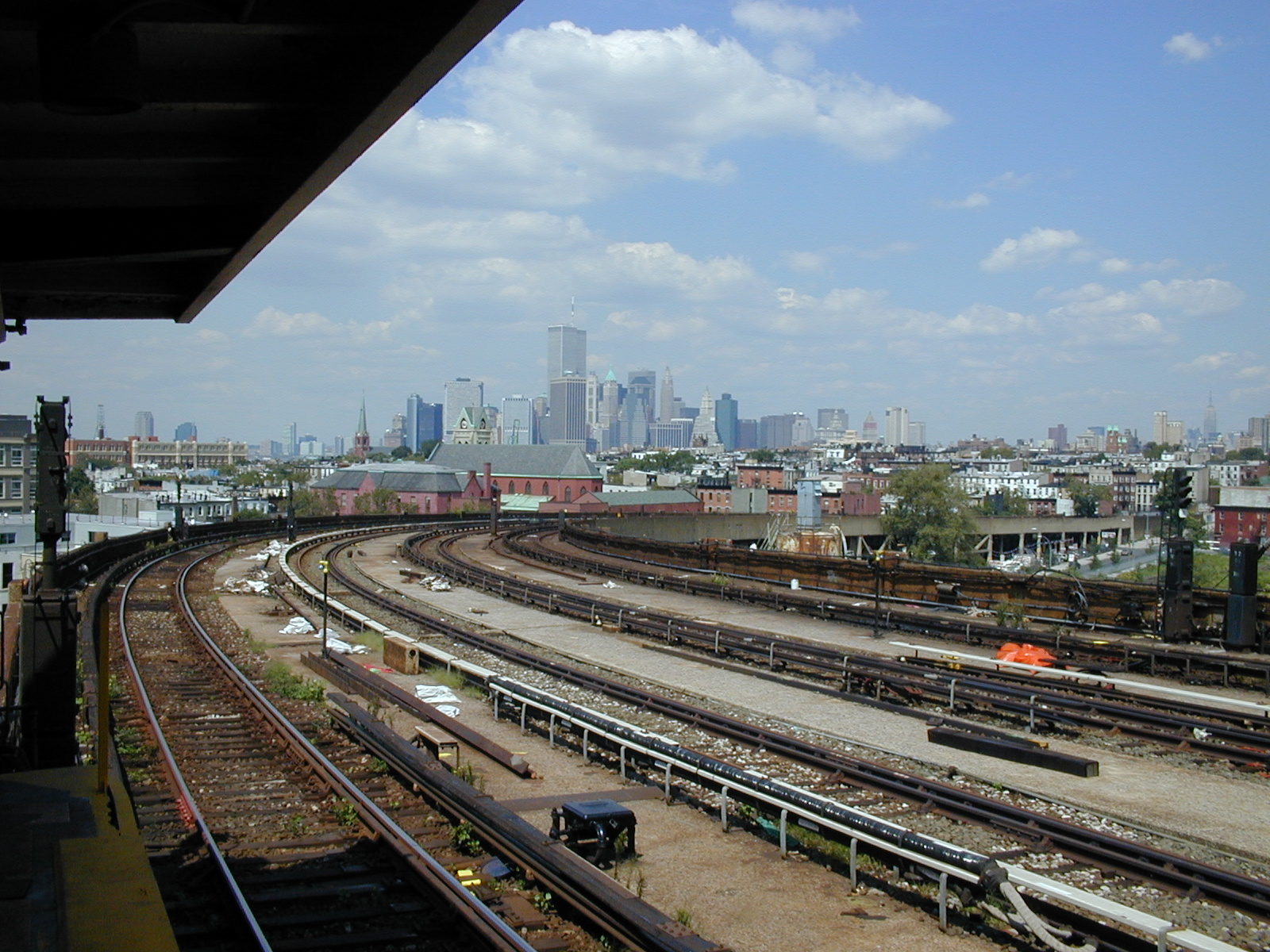
当駅から見たロウアー・マンハッタンのスカイライン（アメリカ同時多発テロ事件前）
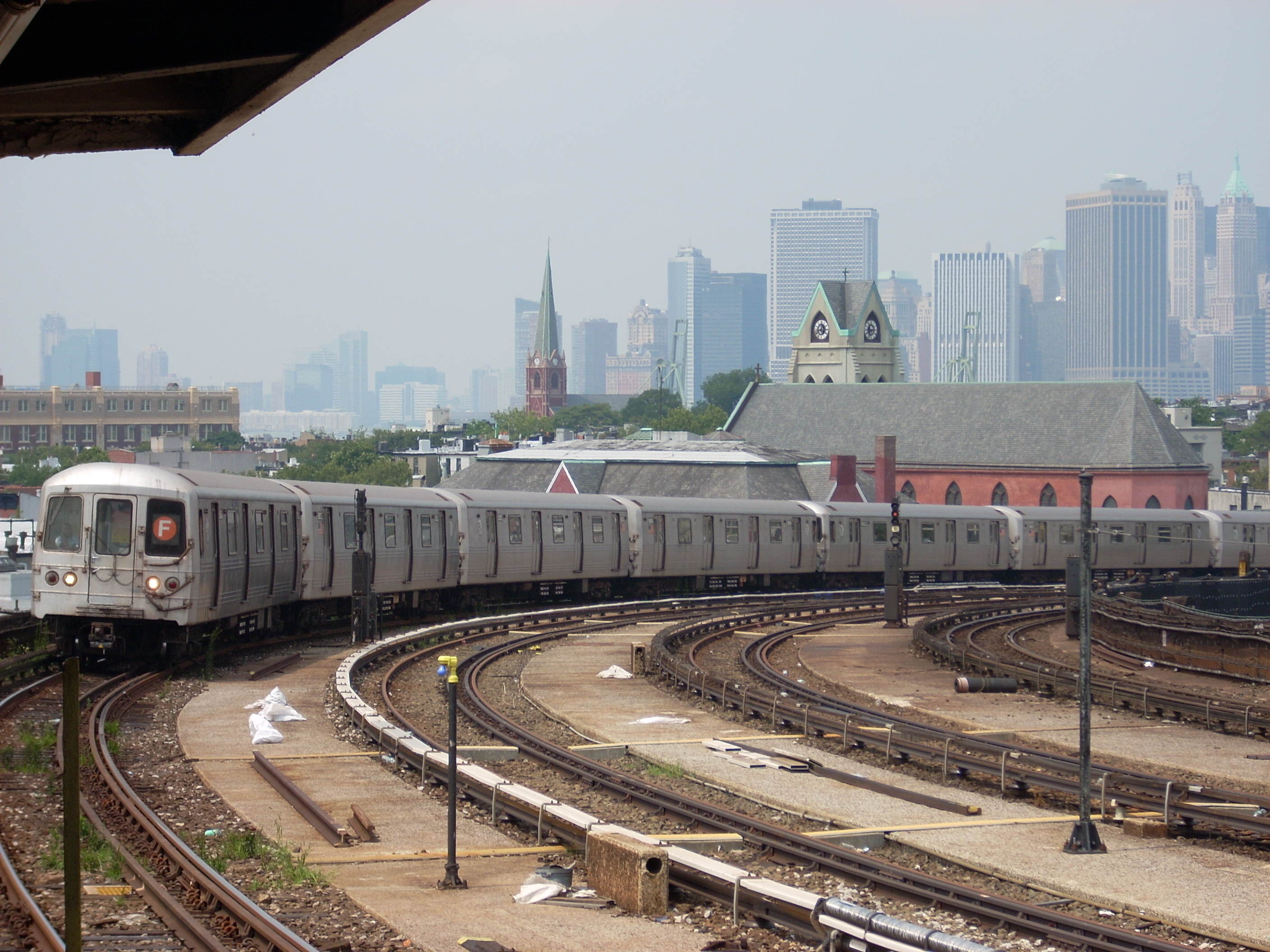
入線するコニー・アイランド駅行きF系統のR46形（改築前）
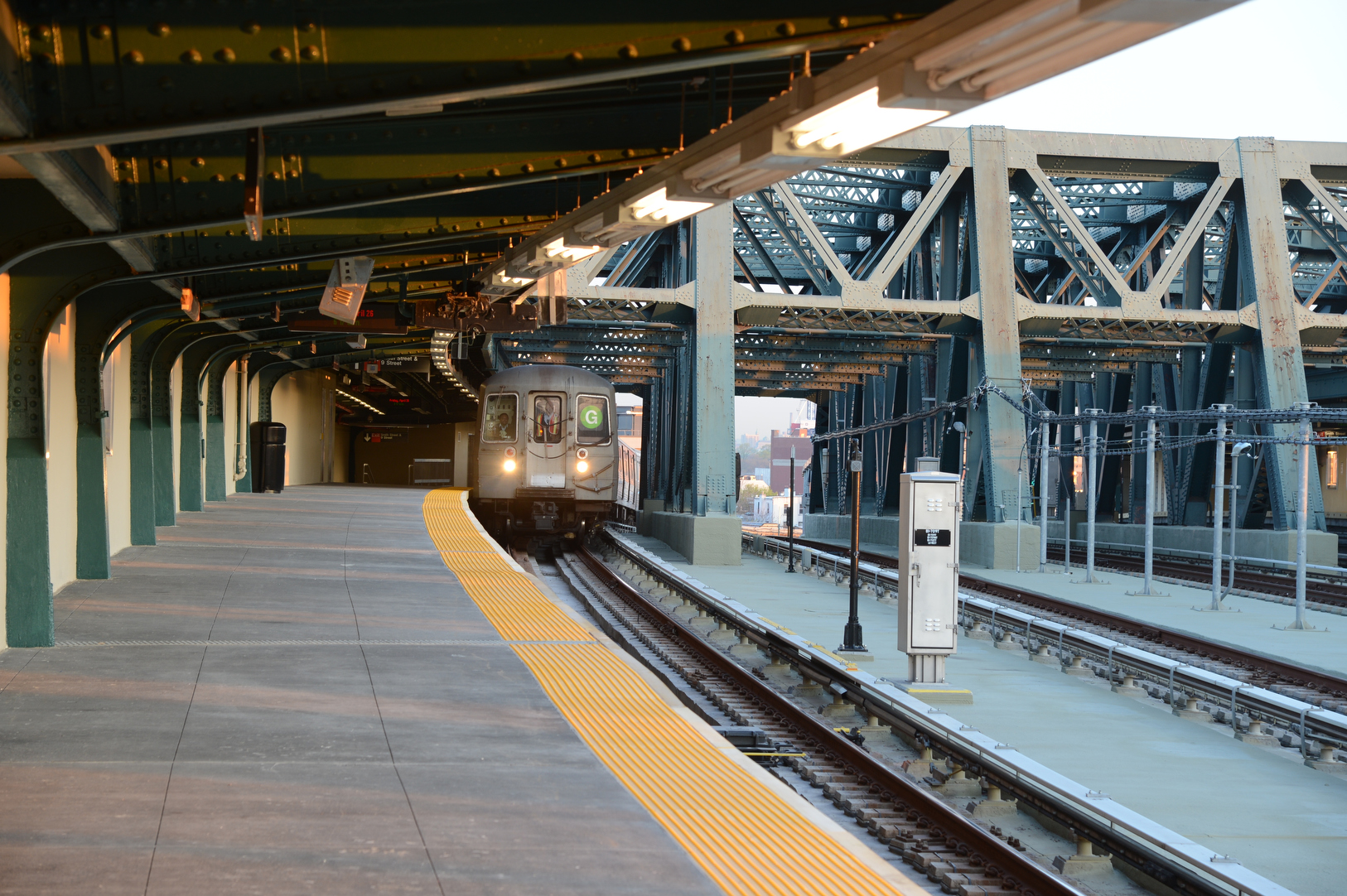
入線するチャーチ・アベニュー駅行きG系統のR68形（改築後）
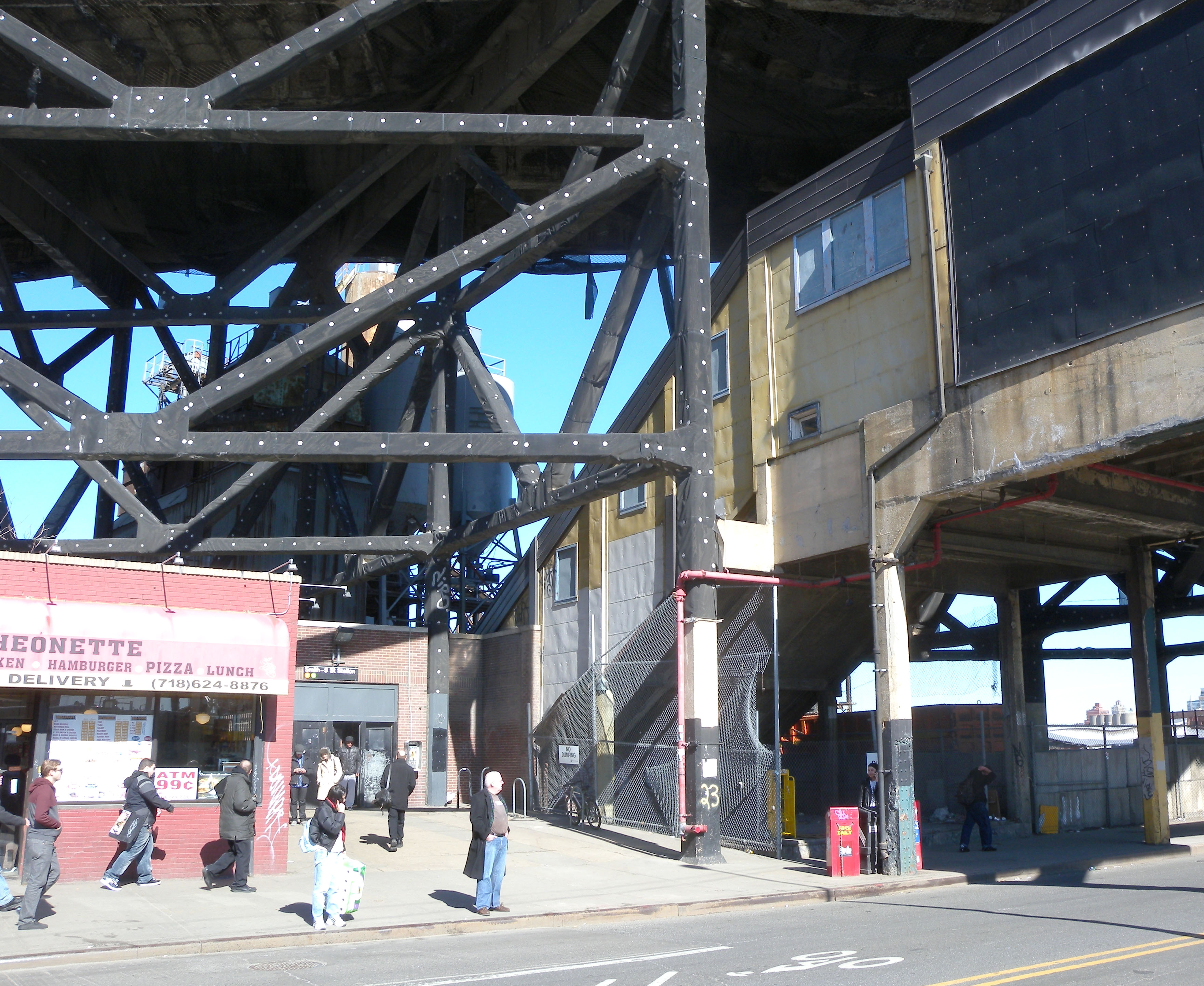
エントランス（改築前）
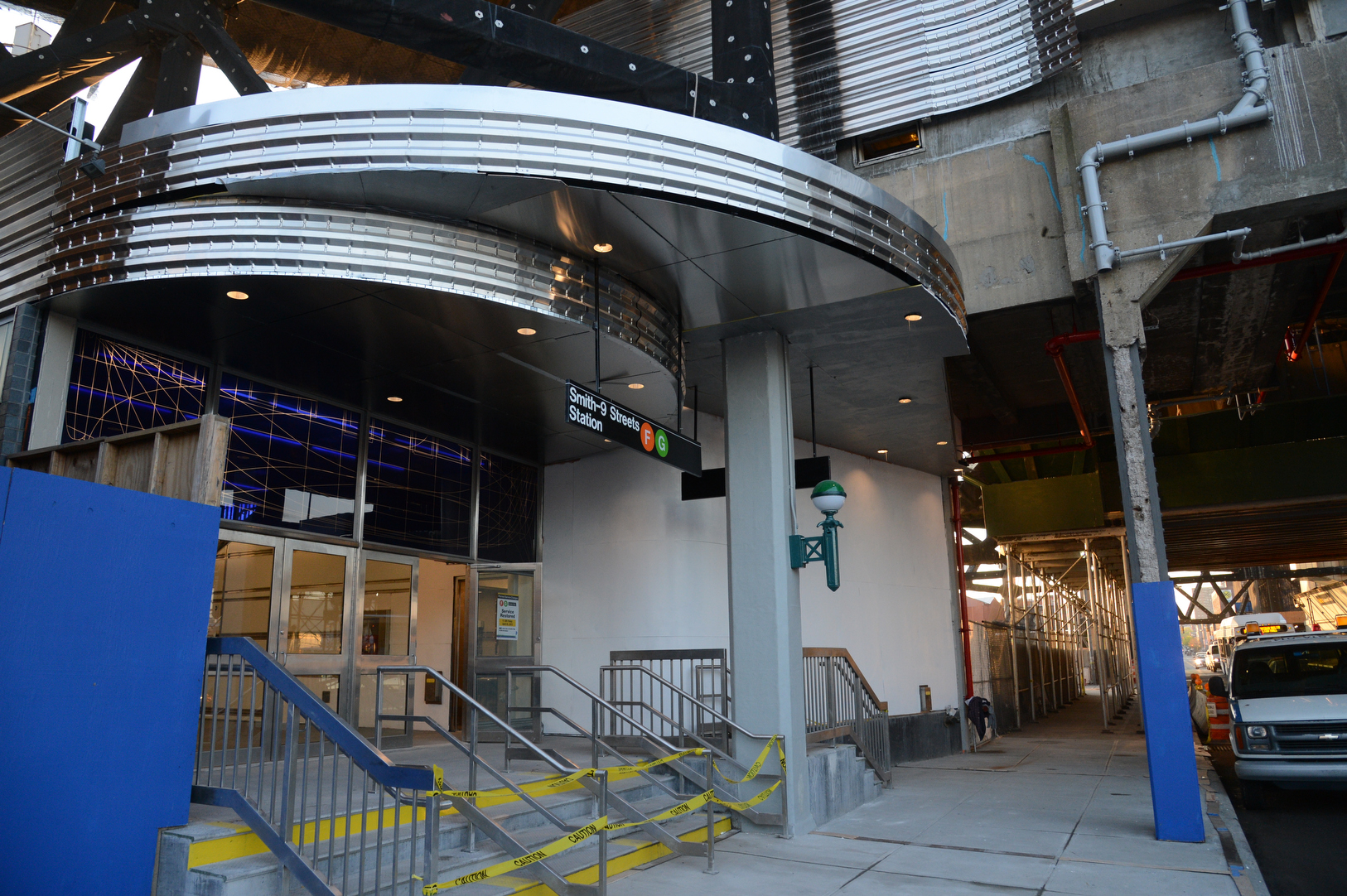
エントランス（改築後）
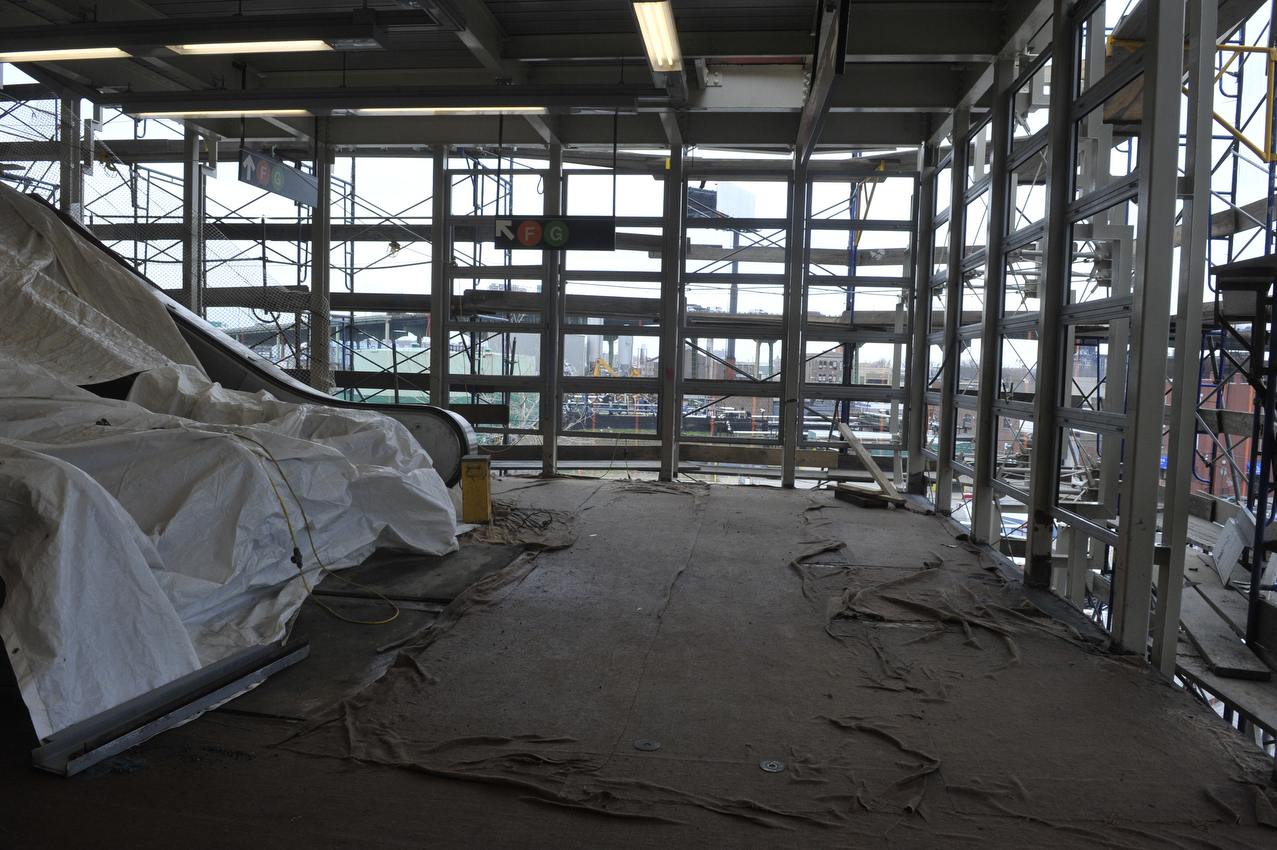
改築中の様子
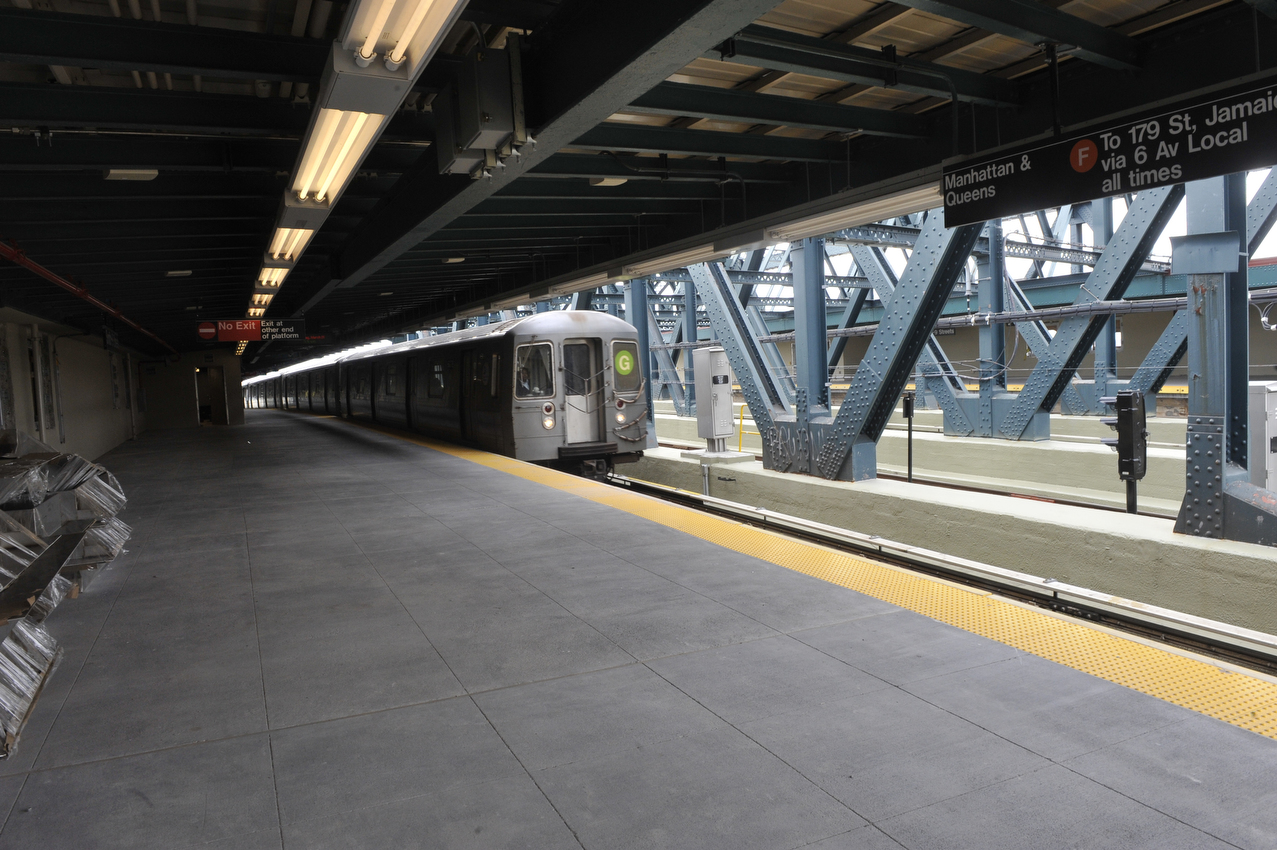
改築後の北行きホーム
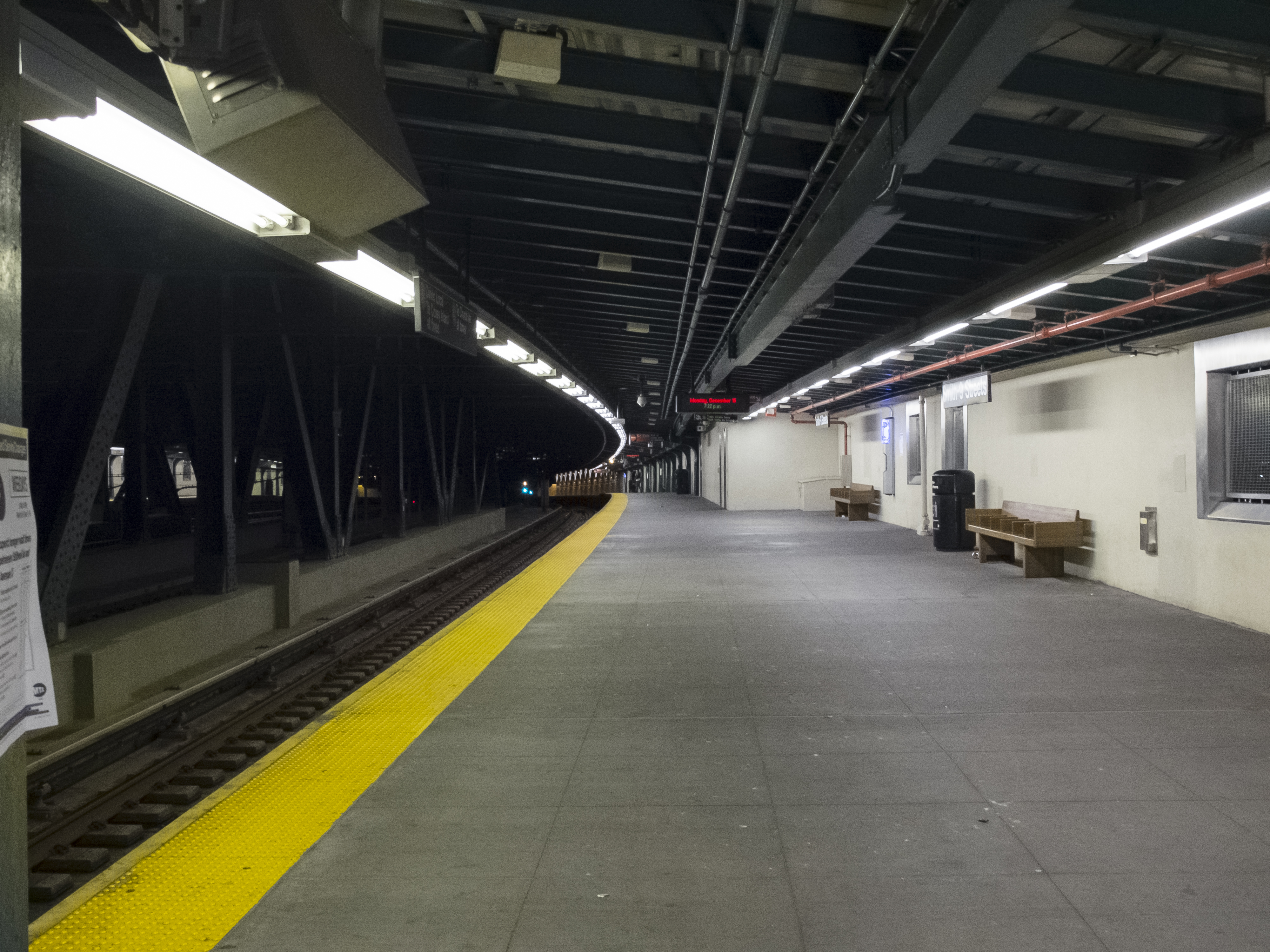
夜の様子
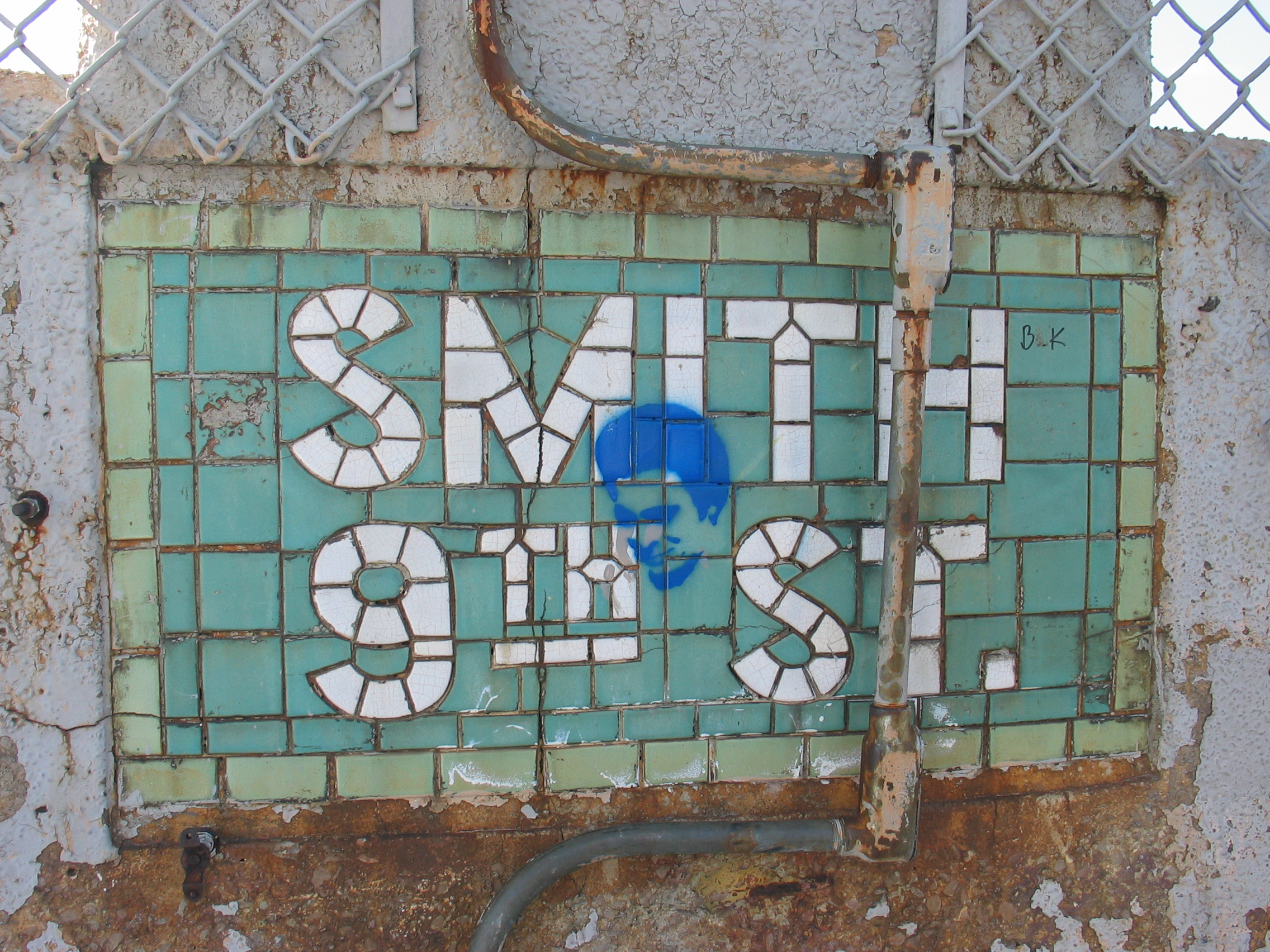
改築前の駅名標
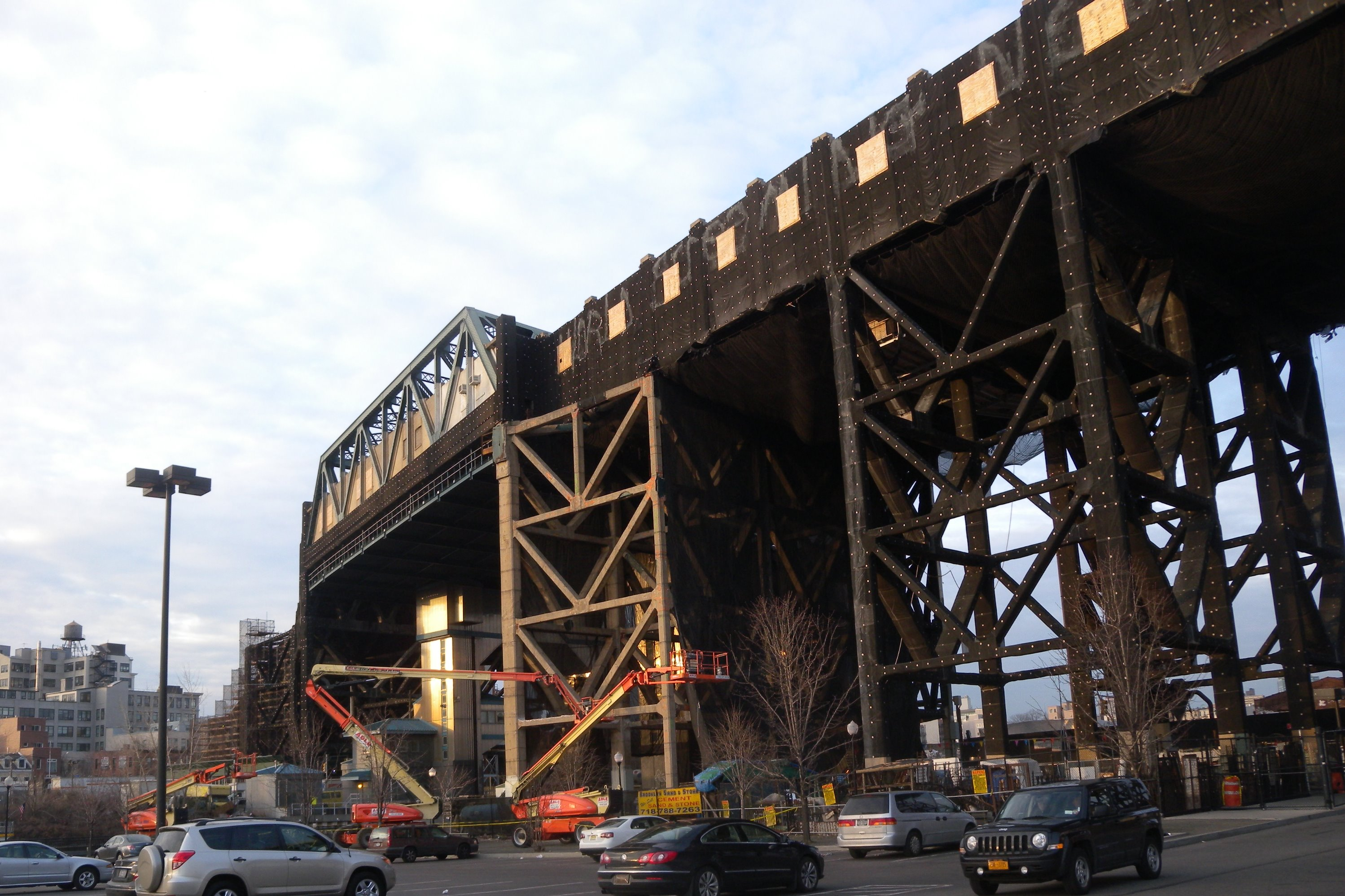
ゴワナス運河からの眺め